# کوه لوینیا
کوه لوینیا (به انگلیسی: Mount Lovenia) یک کوه در ایالات متحده آمریکا است که در شهرستان دوشن، یوتا واقع شده‌است. کوه لوینیا ۴٬۰۲۹٫۲ متر بالاتر از سطح دریا واقع شده‌است.